# LevelDB
LevelDB è un database management system NoSQL di tipo key-value. È stato scritto da Jeffrey Dean e Sanjay Ghemawat, entrambi Google Fellows, che si sono ispirati a BigTable. La licenza è New BSD License.

## Caratteristiche
LevelDB è un database NoSQL che utilizza il modello chiave-valore.
LevelDB registra le chiavi e i valori in array di byte, ordinati per chiave. Questo array è compresso tramite la libreria Google Snappy. Supporta le operazioni di scrittura in batch, l'iterazione sui dati in avanti e indietro.

## Interfacce
LevelDB non ha alcuna GUI, né un'interfaccia da riga di comando: è pensato per essere usato esclusivamente tramite l'API.
Nel ramo 10.0 di MariaDB sarà presente uno storage engine che permetterà di interrogare tabelle LevelDB da MariaDB.